# Jonathan Gallardo
Jonathan Luis Gallardo (Córdoba, Argentina, 19 de febrero de 1990) es un futbolista argentino. Juega como lateral por derecha y su primer equipo fue Instituto de Córdoba. Actualmente se encuentra como jugador libre, tras no renovar su contrato con Sarmiento de Resistencia, club con el cual disputó el Torneo Federal A.

## Clubes
| Club                     | País      | Año       |
| ------------------------ | --------- | --------- |
| Instituto de Córdoba     | Argentina | 2009-2012 |
| Brown de Puerto Madryn   | Argentina | 2012-2013 |
| Barracas Central         | Argentina | 2013-2014 |
| Instituto de Córdoba     | Argentina | 2014-2017 |
| Sarmiento de Resistencia | Argentina | 2017-2019 |
| Sportivo Belgrano        | Argentina | 2019-2021 |
| Güemes                   | Argentina | 2021      |
| Sarmiento de Resistencia | Argentina | 2022      |